# Cattleya marcaliana
Cattleya marcaliana är en orkidéart som först beskrevs av Marcos Antonio Campacci och Guy Robert Chiron, och fick sitt nu gällande namn av Van den Berg. Cattleya marcaliana ingår i släktet Cattleya och familjen orkidéer. Inga underarter finns listade i Catalogue of Life.